# Crise de um quarto de vida
A crise de um quarto de vida é uma crise existencial que envolve ansiedade e tristeza sobre a direção e a qualidade da vida de uma pessoa, que é mais comumente vivenciada em um período que vai dos vinte e poucos anos até meados dos trinta (embora uma crise de um quarto de vida possa começar já aos 18 anos). É definido pelo psicólogo clínico Alex Fowke como “um período de insegurança, dúvida e decepção em torno de sua carreira, relacionamentos e situação financeira”.

## Aspectos
De acordo com Meredith Goldstein, do The Boston Globe, a crise de um quarto de vida ocorre por volta dos vinte anos, geralmente depois de entrar no “mundo real” (ou seja, depois de se formar na faculdade, depois de sair da casa da família, ou ambos). O psicólogo alemão Erik Erikson, que propôs oito crises que os humanos enfrentam durante o seu desenvolvimento, propôs a existência de uma crise de vida que ocorre nesta idade. O conflito que ele associou à idade adulta jovem é a crise da Intimidade versus Isolamento. Segundo Erikson, após estabelecer uma identidade pessoal na adolescência, os jovens procuram formar relacionamentos intensos, geralmente românticos, com outras pessoas.
Os sintomas comuns de uma crise de um quarto de vida são muitas vezes sentimentos de estar “perdido, assustado, solitário ou confuso” sobre quais medidas tomar no início da idade adulta. Estudos demonstraram que o desemprego e a escolha de uma carreira são uma das principais causas de stress e ansiedade em jovens adultos. Os estágios iniciais de alguém que vive sozinho pela primeira vez e aprende a lidar com a situação sem a ajuda dos pais também podem induzir sentimentos de isolamento e solidão. A reavaliação dos relacionamentos pessoais próximos também pode ser um fator, com os pacientes sentindo que superaram o parceiro ou acreditando que outros podem ser mais adequados para eles.
Recentemente, a geração millennial tem sido ocasionalmente chamada de Geração Boomerang ou Geração Peter Pan, devido à tendência percebida dos membros em adiar alguns ritos de passagem para a idade adulta por períodos mais longos do que as gerações anteriores. Esses rótulos também eram uma referência a uma tendência de os membros voltarem para casa depois da faculdade ou viverem com os pais por períodos mais longos do que as gerações anteriores. Estas tendências podem ser explicadas por mudanças em fatores sociais externos e não por características intrínsecas aos millennials (por exemplo, um custo de vida mais elevado e níveis mais elevados de dívidas de empréstimos estudantis nos EUA entre os millennials, quando comparados com as gerações anteriores, podem tornar mais difícil para os jovens adultos alcançar marcadores tradicionais de independência, como casamento, casa própria ou investimento).

## Nos filmes
A noção da crise de um quarto de vida é explorada pelo filme The Graduate, de 1967, uma das primeiras representações cinematográficas desta questão. Outros filmes notáveis que também o fazem são Bright Lights, Big City; The Paper Chase; St. Elmo's Fire; How to Be; Reality Bites; Garden State; Accepted; Ghost World; Alta Fidelidade; (500) Days of Summer; Lost in Translation; Silver Linings Playbook; Vicky Cristina Barcelona; Le fabuleux destin d'Amélie Poulain; e Shaun of the Dead; bem como o musical Avenue Q, no programa de televisão The Office, e a série de televisão da HBO Girls. A série da web Quarterlife de 2008 recebeu esse nome em homenagem ao fenômeno. Outros filmes que exploram a crise de um quarto de vida incluem: Tiny Furniture, The Puffy Chair, Fight Club, Stranger than Fiction, Greenberg, Frances Ha e Eternal Sunshine of the Spotless Mind. Uma comédia de 2014 dirigida por Lynn Shelton intitulada Laggies investiga as complexidades de uma crise de um quarto de vida. A 2ª temporada de Cubicles de 2021 girou principalmente na psicologia da crise de um quarto de vida, seus sintomas, efeitos e maneiras de lidar com eles.

## Na música
O single de John Mayer de 2003, “Why Georgia”, explora o conceito de crise de um quarto de vida. A música foi baseada nas experiências de John Mayer durante essa época, quando ele se mudou para a Geórgia.
A canção “Landslide” do Fleetwood Mac de 1975, escrita por Stevie Nicks com quase trinta anos, explora muitas das dúvidas e medos da crise de um quarto de vida, numa época em que Nicks professava estar incerta sobre sua carreira musical e sua vida romântica.
A canção “True Love (For Now)” da banda inglesa de indie rock Spector, a faixa de abertura de seu álbum de 2012 Enjoy It While It Lasts, faz referência a uma crise de um quarto de vida.
“20 Something”, a faixa final do álbum de 2017 Ctrl da SZA, investiga as muitas inseguranças que ela experimentou aos vinte anos, tanto pessoais quanto profissionais, e a urgência que sentiu de aproveitar ao máximo sua vida antes de entrar na idade adulta madura.
No álbum “Pep Talks” de Judah & the Lion, o single principal “Quarter-Life Crisis” é sobre o desenraizamento e a insegurança que Akers, o vocalista principal da banda, sentiu durante seus vinte anos, causado pela perda de sua tia e o divórcio de seus pais.
O EP “Young Life Crisis” da UPSAHL lançado em 2020 é sobre uma separação, amizades perdidas e uma turnê cancelada, tudo durante a pandemia do coronavírus e a incerteza em torno de sua vida.
A música de 2022 “Quarter Life Crisis” (estilizada em letras maiúsculas para a lista de faixas como “QUARTER LIFE CRISIS”), do cantor e compositor Taylor Bickett, aborda este tópico através dos olhos de seu sujeito de 23 anos que lista muitos aspectos comuns ao tema central da ansiedade dos jovens adultos a partir de uma perspectiva feminina.
Em 10 de agosto de 2023, a cantora britânica Baby Queen anunciou seu álbum de estreia intitulado “Quarter Life Crisis”. Foi lançado em 6 de outubro de 2023. Os singles principais do álbum são retratados por “Dream Girl”, “We Can Be Anything” e para a edição de luxo “All The Things” e seis de suas outras canções que foram apresentadas na série Netflix baseada na história em quadrinhos Heartstopper. Bella declarou em uma entrevista: “Este álbum conta a história da minha jornada ao longo dos meus 20 anos - deixando minha infância e adolescência para trás, mas nunca perdendo minha admiração infantil e nunca crescendo. As músicas são todas facetas do que o início da idade adulta tem. Foi assim para mim enquanto descobria novas partes de mim, minha sexualidade, meu passado e meu lugar neste mundo.” Ela também acrescentou: “Eu realmente quero que este álbum deixe as pessoas esperançosas, porque há tanta beleza para viver e ansiar e é realmente mágico e extraordinário estar vivo e ter a oportunidade muito curta de experimentar cada emoção imaginável.” Para apoiar o lançamento do álbum, Baby Queen também anunciou uma turnê intitulada “The Quarter Life Crisis Tour” ao longo de novembro de 2023.